# Nompatelize
Nompatelize – miejscowość i gmina we Francji, w regionie Grand Est, w departamencie Wogezy.
Według danych na rok 1990 gminę zamieszkiwały 463 osoby, a gęstość zaludnienia wynosiła 67 osób/km² (wśród 2335 gmin Lotaryngii Nompatelize plasuje się na 618. miejscu pod względem liczby ludności, natomiast pod względem powierzchni na miejscu 840.).